# Koumana
Koumana är en ort i Guinea.   Den ligger i prefekturen Kouroussa och regionen Kankan Region, i den centrala delen av landet, 500 km öster om huvudstaden Conakry. Koumana ligger 361 meter över havet och antalet invånare är 12 789.
Terrängen runt Koumana är huvudsakligen platt. Koumana ligger nere i en dal. Runt Koumana är det glesbefolkat, med 12 invånare per kvadratkilometer. Närmaste större samhälle är Balato, 11,5 km öster om Koumana. I omgivningarna runt Koumana växer huvudsakligen savannskog.